# Amblyopone sakaii
Amblyopone sakaii é uma espécie de formiga do gênero Amblyopone.